# Psia buda (film 2006)
Psia buda (hiszp. La perrera) – urugwajsko-argentyńsko-kanadyjsko-hiszpański dramat filmowy z 2006 roku w reżyserii Manolo Nieto. Wyprodukowany został przez Ctrl Z Films, Rizoma Films, Wanda Visión S.A. i Xerxes Indie Films.
Zdjęcia kręcono w Urugwaju i Argentynie. Premiera filmu miała miejsce 5 maja 2006 roku w Urugwaju.

## Opis fabuły
Film opisuje historię 25-letniego mężczyzny imieniem David, który jest studentem mieszkającym w nadmorskiej miejscowości, w której jest równie dużo psów jak mężczyzn, a bardzo niewiele kobiet. Bohater jest zmuszony przez ojca do wybudowania domu w miejscowości wypoczynkowej nad oceanem, a także musi zmagać się z robotnikami, narzeczonymi, itp. oraz wznowić studia. Towarzyszami Davida są psy, a jedyną rozrywkę zapewniają mu sen, telewizja, marycha i pornosy.

## Obsada
- Pablo Riera jako David
- Martín Adjemián jako Rubén
- Sergio Gorfain jako Rodney
- María Sofía Dabarca jako Evelin
- Richard Vera jako Richard
- Adriana Barbosa jako Blondina

i inni